# Джеффрис, Энн
Энн Джеффрис (англ. Anne Jeffreys; 26 января 1923 — 27 сентября 2017) — американская актриса и певица.

## Биография
Энн Кармайкл родилась в 1923 году в городе Голдсборо в Северной Каролине. С детства увлекалась классической музыкой, но в итоге консерватории предпочла модельное агентство. В дальнейшем её карьера всё-таки стала развиваться по музыкальному пути, после того как Энн Джефрис дали роль в одном из музыкальных ревю. Участие в это постановке открыло ей путь на большой экран, и в 1942 году она дебютировала в мюзикле «Я женат на ангеле» с Джанет Макдональд в главной роли.
В 1940-х годах она работала по контракту на студиях «RKO» и Republic Studios, где снялась на второстепенных ролях в десятке фильмов, в том числе в двух экранизациях комиксов о Дике Трейси, где исполнила роль Тэсс Трухарт.
К концу 1940-х годов кинокарьера Энн Джеффрис пошла на спад, и актриса сосредоточилась на работе в театре и на телевидении. У неё были роли в таких успешных бродвейских постановках, как «Уличная сцена» (1947), «Целуй меня, Кэт» (1948) и «Три желания для Джеми» (1952).
На телевидении актриса появилась в сериалах «Она написала убийство», «Центральная больница», «Закон Лос-Анджелеса» и «Спасатели Малибу», а в 1972 году стала номинанткой на «Золотой глобус» за роль в телефильме «Дельфийское бюро». В 1979 году Джеффрис появилась в одном из эпизодов сериала «Звёздный крейсер Галактика», где сыграла возлюбленную персонажа Фреда Астера, став при этом последней актрисой, танцевавшей с прославленным актёром на экране. За свой вклад в телевидение актриса была удостоена звезды на Голливудской аллее славы.
Энн Джеффирс была замужем дважды. Её первый брак оказался неудачным и был аннулирован в 1949 году. В 1951 году её вторым супругом и отцом троих сыновей стал актёр Роберт Стерлинг, который до этого был женат на Энн Сотерн. Их брак продлился 55 лет до смерти Стерлинга в 2006 году. Джеффрис умерла 27 сентября 2017 года в своём доме в Лос-Анджелесе в возрасте 94 лет.